# Shin Megami Tensei IV
Shin Megami Tensei IV es un videojuego de rol japonés postapocalíptico  desarrollado por Atlus para la Nintendo 3DS. Es parte de la serie Shin Megami Tensei, la serie central de la franquicia Megami Tensei, aunque no existe una conexión directa entre la historia y las entregas anteriores. Fue lanzado en mayo y julio de 2013 para Japón y Norteamérica respectivamente. Fue lanzado digitalmente en Europa en octubre de 2014. El modo de juego recuerda a los juegos anteriores de Shin Megami Tensei, trasladando el sistema de batalla Press Turn basado en turnos, donde los jugadores y enemigos luchan explotando sus debilidades, lo que permite que cualquier lado gane o pierda turnos.
La historia se centra en Flynn, un samurái que protege al Reino medieval de Mikado de los ataques de demonios hostiles. Cuando un misterioso Samurái Negro comienza a transformar a la población en demonios, Flynn y tres compañeros son enviados a capturarla. La persecución del Samurái Negro arrastra a Flynn y sus camaradas a una sorprendente revelación donde las fuerzas angelicales se enfrentarán a las demoniacas.
El desarrollo empezó después de la conclusión de Shin Megami Tensei: Strange Journey, con el equipo decidiendo hacer una cuarta entrada numerada en la serie gracias a las peticiones de los fanáticos.El equipo pretendía evocar el estilo y el sentimiento del Shin Megami Tensei original. Los personajes principales y algunos demonios fueron diseñados por Masayuki Doi, anteriormente conocido por su trabajo en la serie Trauma Center, cambiando del veterano de la serie Kazuma Kaneko, cuya serie de ilustraciones de demonios todavía se presenta junto con una gran cantidad de diseños de demonios de artistas invitados. Debutó con fuertes ventas en Japón y fue uno de los juegos más vendidos del año. La recepción del juego ha sido generalmente positiva tanto en Japón como en Occidente. 

## Gameplay

Screenshot De una batalla en Shin Megami Tensei IV, mostrando al enemigo, el grupo, y el sistema de "Press Turn" en acción.

Shin Megami Tensei IV pone al jugador en control del samurái Flynn. La navegación tiene lugar tanto en perspectiva de tercera persona con entornos renderizados en 3D, como en un mapa del mundo superior en 2D. En el mapa del mundo exterior, los íconos representan el grupo del jugador y los demonios enemigos. Las batallas tienen lugar desde una perspectiva en primera persona, con el enemigo visible en la pantalla superior y las estadísticas del grupo en la pantalla inferior. Al igual que con otros videojuegos de rol, el personaje se fortalece y avanza al completar misiones; también ganan macca, una moneda del juego para comprar artículos y equipos. Algunas misiones están relacionadas con la historia principal y son obligatorias, mientras que otras son opcionales. Si el jugador es derrotado, puede volver al juego gastando macca (la moneda del juego). Las Nintendo Play Coins se pueden usar en lugar de macca. Morir repetidamente desbloquea un modo fácil: en este modo, el jugador puede huir de la batalla si así lo desea.
Los enemigos deambulan por los entornos que explora Flynn. Una batalla comienza cuando Flynn golpea a un enemigo (lo que le otorga al jugador una ventaja), un enemigo choca contra Flynn por un lado o por detrás (lo que le otorga una ventaja al enemigo), o cuando chocan de frente. En la batalla, el jugador controla a Flynn y tres demonios, con un personaje de apoyo humano controlado por IA. Durante la batalla, las acciones del jugador y del enemigo se rigen por el sistema Press Turn basado en turnos, un sistema de batalla heredado de entradas anteriores de la serie Shin Megami Tensei. El sistema gira en torno a la explotación de debilidades físicas o elementales: si un personaje golpea el punto débil de otro personaje o asesta un golpe crítico, el grupo gana un turno extra, mientras que si el ataque es absorbido o bloqueado, pierden su turno. Si un personaje sufre una debilidad o recibe un golpe crítico, existe la posibilidad de que entre en el estado "Smirk" (O estado de "Burla"): Smirk aumenta temporalmente el daño de un personaje, elimina sus debilidades elementales y le da una alta probabilidad de esquivar ataques.
Otros sistemas que continúan desde entradas anteriores de la serie son Demon Recruitment (Reclutamiento de demonios) y Demon Fusion (Fusión de Demonios). Para reclutar demonios, el jugador habla con un demonio en lugar de luchar contra él y debe negociar por sus servicios: estas negociaciones pueden implicar halagos, sobornos o amenazas. Hay hasta 400 demonios disponibles para reclutar. Demon Fusion le permite al jugador tomar dos demonios y fusionarlos en una nueva forma, otorgando nuevas habilidades. Durante la fusión, los jugadores pueden elegir qué habilidades conservar y cuáles descartar. El historial de fusión del demonio se registra para que los jugadores lo revisen durante las últimas etapas del juego. Negociación y Fusiones también otorgan puntos de experiencia para el jugador. Algunos demonios cambian de forma por sí mismos sin necesidad de fusión; en cambio, deben subir de nivel con experiencia en batalla. A medida que Flynn sube de nivel, aparecen nuevas fusiones disponibles. Los demonios domesticados le enseñan nuevas habilidades a Flynn. Usando el sistema StreetPass de Nintendo 3DS, los jugadores pueden intercambiar demonios.

## Premisa

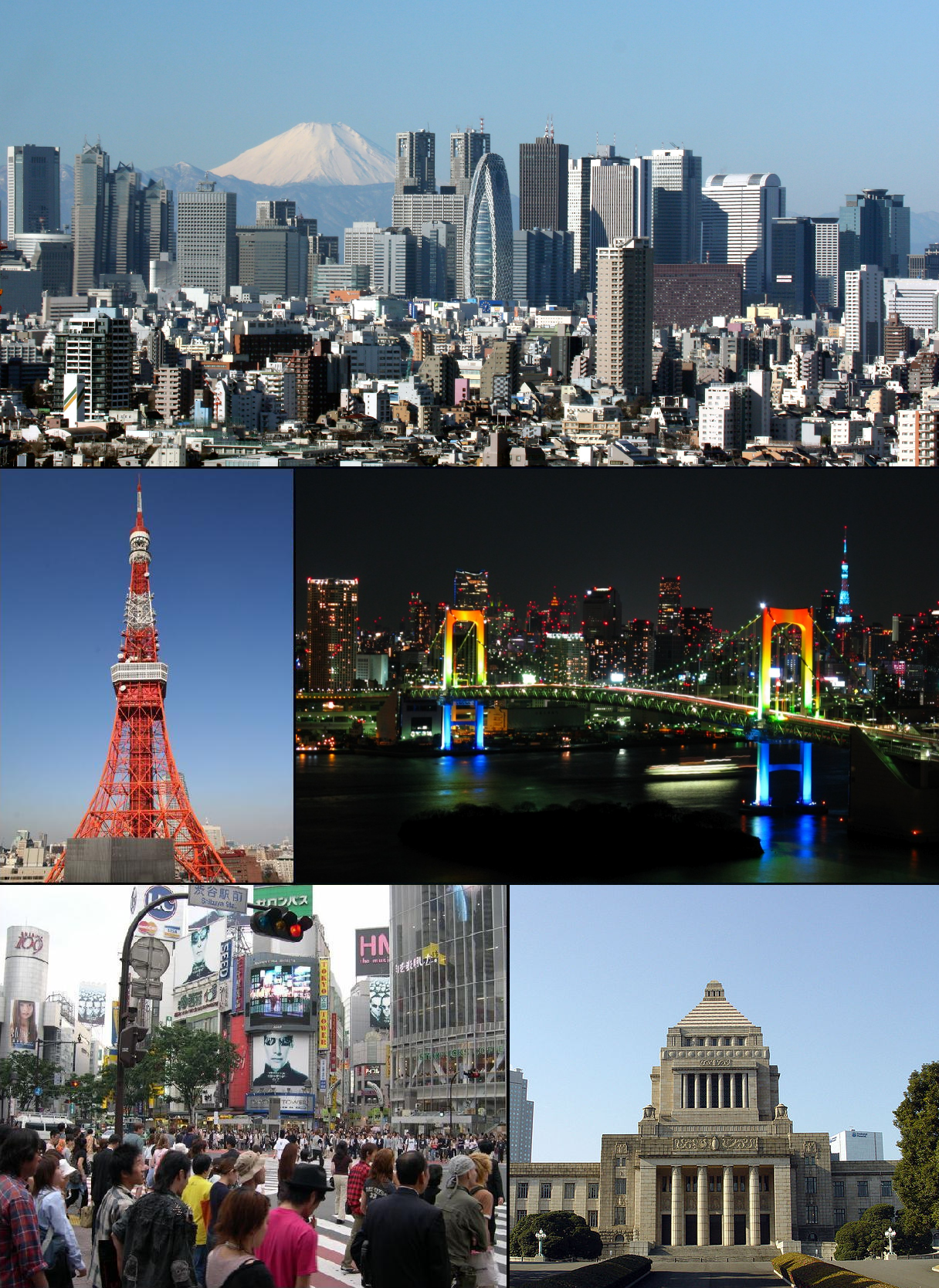
Tokio

### Planteamiento y personajes
Shin Megami Tensei IV tiene lugar en un mundo separado del resto de los juegos de Shin Megami Tensei, aunque hay demonios y habilidades recurrentes. Los dos lugares principales son el Reino Oriental de Mikado, una sociedad feudal inspirada en la Europa medieval que está secretamente controlada por ángeles; y Tokio, una ciudad de la era moderna encerrada en una cúpula de roca e invadida por demonios. Antes de los eventos del juego, cuando Tokio se convirtió en una fortaleza demoníaca y los ángeles amenazaron con destruirla, un miembro de la Fuerza Contra Demonios de Tokio domó al Dios Masakado (マサカド), fusionándose con él para crear la cúpula protectora sobre Tokio. Mikado está construido sobre la superficie de la cúpula. Después de que se crea la cúpula, solo pasan veinte años en Tokio, mientras que pasan más de mil años en el Reino de Mikado. Los restos de la tecnología de Tokio, estudiados por la iglesia de Mikado como "reliquias místicas", permanecen dispersos por todo el país.
El jugador toma el control de un Samurái quien es la reencarnación del salvador de Tokio. Su nombre preestablecido es Flynn (フリン Furin?): al igual que anteriores avatares en la saga, él es un protagonista silencioso, con sus acciones y actitud determinadas por el jugador. Otros tres personajes acompañan a Flynn en su viaje, representando las tres alineaciones morales principales del juego. Ellos son Jonathan (ヨナタン Yonatan?) , en representación de Law (Ley); Walter (ワルター Warutā?), que representa el Caos; e Isabeau (イザボー Izabō?), representando la Neutralidad. Otros personajes importantes incluyen a Burroughs (バロウズ, Barouzu), asistente de IA de Flynn; Lilith (リリス Ririsu?) , un poderoso demonio de Tokio; e Issachar (イサカル Isakaru?), un antiguo amigo de la infancia de Flynn.

### Historia
Shin Megami Tensei IV comienza con Flynn y su amigo Issachar viajando al castillo de Mikado para someterse a una prueba sobre si son dignos de convertirse en Samurái, los guardianes de Mikado que enfrentan y controlan demonios. Issachar falla, pero Flynn tiene éxito y se inicia de inmediato junto con otros candidatos, incluidos Walter, Jonathan e Isabeau. Los nuevos aprendices Samurái reciben guanteletes electrónicos que contienen la IA de Flynn, Burroughs, que lo apoya durante todo el juego con consejos. Poco después de su iniciación, surge un problema fuera de la ciudad cuando una figura que se hace llamar "Samurai Negro" distribuye libros malditos escritos para difundir "conocimiento y sabiduría"; algunos residentes de Mikado, incluido Issachar, se convierten en demonios después de leer los libros en reuniones llamadas "Sabbaths". Los Samurái son enviados para enfrentarse a los demonios resultantes y al Samurái Negro. Después de restaurar el orden en Mikado y matar a Issachar, se les dice a los Samurái que la persigan hasta la tierra legendaria que se encuentra debajo de Mikado, Tokio. Los samuráis bajan por un túnel que conduce a lo alto de un rascacielos; descubren que Tokio es una ciudad cubierta por una cúpula de roca que la ha encerrado en una noche eterna, mientras que Mikado yace sobre la superficie de la cúpula.
El grupo explora Tokio en busca del Samurái Negro, enfrentándose a una variedad de enemigos: los demonios que infestan Tokio; Ashura-kai, una organización yakuza que gobierna la ciudad y proporciona una apariencia de orden; y el Anillo de Gaea, un culto dedicado a su líder Yuriko. El grupo descubre que el Samurái Negro era Yuriko, un demonio cuyo verdadero nombre es Lilith, y que buscaba traer el caos al Reino del Este de Mikado y socavar su estructura ordenada y estancada. El grupo también rescata a tres misteriosos hombres enmascarados de Tokio por orden de la hermana Gabby, miembro de la iglesia de Mikado. Walter está convencido por Yuriko de que Ashura-kai debe ser derrotado y más demonios desatados en Tokio, mientras que Jonathan está convencido por Gabby de que Lilith debe ser asesinada. Flynn puede apoyar a Walter o Jonathan, pero independientemente de su elección, ambos tienen éxito: tanto el Anillo de Gea de Lilith como el Ashura-kai son derrotados y los demonios son liberados en Tokio a través del reactor Yamato, una fuente de energía que conecta dimensiones paralelas. Flynn, Jonathan y Walter exploran dos líneas de tiempo diferentes de Tokio: una donde domina la ley y otra donde reina el caos. En ambos, la encarnación anterior de Flynn fue asesinada.
Después de ver los mundos alternativos, una puntuación basada en las elecciones morales de Flynn a lo largo del juego decide si el jugador está en el camino de la Ley, el camino del Caos o el camino Neutral. Además, el jugador siempre tiene la opción de destruir el mundo a instancias de The White, personificaciones de la desesperación humana que desean el olvido total. Jonathan se alía con los "nuevos líderes" de Mikado, los cuatro arcángeles Gabriel, Uriel, Raphael y Michael: la hermana Gabby y las tres figuras encarceladas que rescataron los samuráis. Se fusionan en Merkabah, el carruaje de Dios. Walter se alía y se fusiona con Lucifer, el demonio más poderoso; buscan destruir a Mikado. Si Flynn se pone del lado de Law, él y Merkabah derrotarán a Lucifer. Para evitar una mayor corrupción de la gente de Mikado, destruyen Tokio y se suicidan en el proceso. Si Flynn se pone del lado de Chaos, él y Lucifer derrotarán a Merkabah. Después de destruir a Mikado, los dos comienzan una nueva guerra contra Dios. Tanto en la ruta de la Ley como en la del Caos, Isabeau regresa para detener a Flynn en nombre de la humanidad, pero después de que él la derrota, ella se suicida. En la ruta Neutral, Flynn e Isabeau unen sus fuerzas contra Merkabah y Lucifer, solicitando la ayuda de Masakado contra ellos. Después de la derrota de Merkabah, Isabeau evacua a la población de Mikado a Tokio. Después de que Flynn derrota a Lucifer, Masakado usa su poder totalmente despierto para eliminar y asimilar la cúpula que lo encierra, lo que borra a Mikado y restaura la luz del día en Tokio; uniendo a la gente de ambos lados como uno solo en un Tokio unido.

## Desarrollo
El desarrollo de Shin Megami Tensei IV comenzó alrededor de agosto de 2009, después de que terminara el desarrollo de Shin Megami Tensei: Strange Journey para Nintendo DS, y duró tres años y medio. Después de escuchar la demanda de los fanáticos, Atlus decidió hacer una cuarta entrada numerada en la subserie Shin Megami Tensei, algo que no se había visto en Japón desde el lanzamiento de Shin Megami Tensei III: Nocturne en 2003. El motivo de la brecha de diez años entre III y IV fue que la compañía había hecho otros títulos exitosos y no había tenido tiempo de desarrollar Shin Megami Tensei IV. Se planeó desde una etapa temprana que Shin Megami Tensei IV estuviera en una plataforma portátil por razones de conveniencia del jugador; Originalmente se planeó desarrollarlo para Nintendo DS usando el motor Strange Journey, pero finalmente el desarrollo se trasladó a Nintendo 3DS, lo que llevó a la decisión de usar un motor diferente. El equipo de desarrollo, que se denominó Team Maniacs, incluía personal que había trabajado en títulos anteriores de Shin Megami Tensei y personal más nuevo sin experiencia en la saga. Había diferencias de pensamiento entre los dos, lo que llevó a conflictos. Como ejemplo de esto, el director del juego, Kazuyuki Yamai, dijo que parte del personal estaba acostumbrado a los juegos contemporáneos con personajes femeninos "dulces" que "dicen cosas agradables" y, como resultado, querrían agregar esa "dulzura" a Shin Megami. Tensei IV; Mientras tanto, Yamai vio que la serie tenía un contenido "amargo" y pensó que no sería posible agregarle "dulzura". Además, los miembros del personal tenían diferentes imágenes del significado de Shin Megami Tensei; Yamai pensó que los puntos buenos de la interpretación de cada miembro del personal deberían centrarse en los aspectos del juego del que estaban a cargo, sin desviarse de la "amargura".
El concepto del juego se inspiró en el sentimiento punk que el Shin Megami Tensei original estaba emulando cuando se lanzó. Kazuma Kaneko, diseñador de personajes y escritor de escenarios de la serie, ideó el escenario original. Se le ocurrió el concepto original para el Mikado medieval y el Tokio moderno: la razón principal de esto fue presentar un contraste de valores entre los habitantes cazadores de demonios de Mikado y la gente de Tokio, que vive bajo el control de los demonios. Mientras construía el escenario del juego, el equipo de desarrollo hizo referencia a libros de historia para aprender sobre las costumbres y armaduras medievales. Los demonios que aparecen en el juego se eligieron en función de los jefes que aparecerían en el escenario; también incluyeron algunos demonios que pensaron que atraerían la atención de los jugadores, y algunos en función de su popularidad. Mientras que el recorrido de mazmorras de Strange Journey había sido diseñado para ser "Megami Tensei de la vieja escuela", Shin Megami Tensei IV fue diseñado para ser similar al de Nocturne. El sistema de batalla Press Turn, presentado por primera vez en Nocturne, recibió una revisión. La dificultad del juego fue diseñada para ser ajustable para tentar a los nuevos jugadores a probar la serie Shin Megami Tensei, que se había ganado la reputación de tener una dificultad alta. También en beneficio de los jugadores más nuevos había una característica de "fusión recomendada"; se implementó después de ver que muchos jugadores nuevos en la serie no fusionaban sus demonios. La historia y la jugabilidad se diseñaron para tratar de cambiar la opinión de la base de jugadores japoneses de que los "juegos sociales" eran lo suficientemente buenos y para atraer a una generación de jugadores más adultos.
Eiji Ishida, quien trabajó en Nocturne y Strange Journey, actuó como director de arte del juego. Masayuki Doi diseñó los personajes principales. Doi había trabajado antes en la serie como diseñador de ambientes para Nocturne, pero esta era su primera vez como diseñador de personajes para la serie. Fue contratado debido a su trabajo en la serie Trauma Center. Los personajes principales fueron diseñados en torno a ciertos arquetipos: Jonathan y Walter fueron diseñados para representar la ley y el caos respectivamente, mientras que Isabeau representa la neutralidad. Burroughs (una evolución del compañero de IA de Strange Journey), Isabeau y otros personajes femeninos también fueron diseñados para tener una voluntad fuerte y un físico fuerte, basándose en "arquetipos femeninos fuertes". La ropa del protagonista fue creada para ser bastante suave, enfatizando el control del jugador sobre sus acciones y su representación. Sus atuendos fueron diseñados para representar tanto el Reino de Mikado como elementos de la vestimenta tradicional japonesa. El diseño final incluyó una combinación de elementos de vestimenta orientales y occidentales. Sus posturas de batalla y los mangos de sus katanas se inspiraron en los Jedi de la franquicia Star Wars. Su trabajo de diseño se inspiró en diseños anteriores de Kaneko. Doi también diseñó los accesorios y el equipo para el protagonista principal, además de la ropa para la mitad de los personajes no-jugables. Los diseños de los demonios estuvieron a cargo de varios artistas, incluidos Doi, Keita Amemiya, Yoshihiro Nishimura y Kyouma Aki; Como a Yamai le gustaban Super Sentai y Kamen Rider, tenía como objetivo tener algunos demonios que combinaran con los diseños de Kaneko y se inspirasen en la serie Ultraman, varios de los diseñadores de demonios elegidos eran artistas de tokusatsu. A los artistas se les enviaron materiales para que entendieran los antecedentes mitológicos de los demonios, pero por lo demás eran libres de diseñar los demonios de acuerdo con sus propias interpretaciones.

### Música
La música de Shin Megami Tensei IV fue compuesta y arreglada principalmente por Ryota Kozuka, con composiciones adicionales de Kenichi Tsuchiya y Toshiki Konishi. Su trabajo comenzó tarde en el período de desarrollo y duró aproximadamente un año. Originalmente establecieron un límite en la cantidad de pistas a pedido de Yamai, pero a medida que avanzaba el trabajo, la cantidad de pistas se disparó. También se incorporaron motivos de juegos anteriores de Shin Megami Tensei para agregar un aire de familiaridad para los fanáticos de la serie. Mastard Records lanzó una banda sonora de cuatro CD en Japón en febrero de 2014. Alcanzó el puesto 64 en las listas de Oricon y permaneció en las listas durante dos semanas.

## Recepción
En su primera semana de lanzamiento en Japón, el juego encabezó la lista semanal con ventas de 188 562 copias, superando a Kamen Rider: Battride War (2º) exclusivo de PlayStation 3 y al port de Resident Evil: Revelations para PS3. En una evaluación posterior, este fue citado como el segundo título más vendido de Atlus en la historia reciente, solo 4000 unidades por detrás de las ventas iniciales de Persona 4 en 2008. A finales de 2013, el juego había vendido 251 334 copias en Japón y estaba el trigésimo videojuego más vendido del año en el país. Para enero de 2014, el juego había vendido 90 000 copias en los Estados Unidos desde su lanzamiento en julio. Para julio de 2015, se habían vendido más de 600 000 copias en todo el mundo.
El título ha recibido críticas positivas tanto en Japón como a nivel internacional. El sitio agregado Metacritic le otorgó una clasificación de 83/100 según 48 reseñas de críticos. El sistema de batalla recibió elogios universales: Famitsu, IGN, GameSpot, Eurogamer, Joystiq, Destructoid y Game Informer citaron el sistema de batalla como muy divertido a pesar de los picos de dificultad y elogiaron el juego teniendo en cuenta a los recién llegados. Los sistemas de negociación y fusiones también fueron elogiados,  varios críticos lo señalaron como entretenido y una mejora con respecto a versiones anteriores. Un aspecto del juego que recibió críticas fue la navegación a través del mapa del mundo, que se calificó como difícil de seguir o mal diseñado.
La historia y los personajes tuvieron una recepción mixta: mientras que Destructoid fue generalmente positivo, otras críticas como Eurogamer y Game Informer sintieron que los personajes solo estaban allí para representar los caminos morales del jugador. IGN, Joystiq y GameSpot fueron bastante negativos al respecto, llamándolos irritantes u olvidables. Los gráficos, aunque elogiados por algunos críticos, a veces se consideraban "sosos" o "de baja calidad".

## Secuela
Un juego continuación, Shin Megami Tensei IV: Apocalypse, se lanzó para Nintendo 3DS en 2016. Presenta principalmente el mismo juego central que su predecesor con algunos cambios, presenta un nuevo conjunto de personajes, incluido un nuevo protagonista, además del elenco que regresa y cuenta una historia que sirve como una versión alternativa de los eventos en el mismo mundo. En abril de 2018 se lanzó en Japón una edición física especial titulada Double Hero Pack, que contiene ambos juegos Shin Megami Tensei IV.